# Dominique Fernandez
Dominique Fernandez (n. 25 august 1929, Neuilly-sur-Seine, Seine, Franța) este un scriitor, eseist și călător francez, membru al Academiei Franceze.

## Biografie
Dominique Fernandez este fiul lui Ramón Fernández, un critic literar francez de origine mexicană și colaboraționist cu ocupanții germani, căruia îi va dedica în 2009 cartea Ramon, și a Lilianei Chomette, absolventă a École normale supérieure de jeunes filles (1920) și profesoară de limba franceză, născută în Saint-Anthème (Puy-de-Dôme) la 1 aprilie 1901 și a murit în arondismentul 15 din Paris în 17 mai 1985.
A absolvit în École normale supérieure în 1950, a obținut titlul de profesor agregat de limba italiană în 1955 și a devenit doi ani mai târziu profesor la Institutul francez din Napoli. În 1968 și-a susținut teza de doctorat cu titlul L’Échec de Pavese și a obținut titlul de doctor în litere. El a fost apoi numit profesor de limba italiană la Universitatea din Rennes 2.
Și-a împărțit timpul între activitatea didactică, scrierea de cărți și redactarea de articole la La Quinzaine littéraire, L'Express, revista elvețiană de artă și cultură Artpassions sau la Nouvel Observateur. El a obținut Premiul Médicis în 1974 pentru Porporino ou les Mystères de Naples, povestea unui castrat în Italia secolului al XVIII-lea. În 1982, romanul inspirat din viața lui Pier Paolo Pasolini, Dans la main de l'ange, a fost distins cu Premiul Goncourt. El este, de asemenea, membru al comitetului de onoare al asociației Maison internationale des poètes et des écrivains din Saint-Malo.
În 8 martie 2007, la vârsta de 77 de ani, a fost ales membru al Academiei Franceze pe scaunul rămas vacant prin moartea profesorului Jean Bernard și a fost primit în cadrul Academiei pe 13 decembrie 2007 de către Pierre-Jean Rémy.
El este inventatorul „psihobiografiei”, pe care a definit-o ca fiind studiul interacțiunii între om și opera sa și a unității lor determinate de motivațiile inconștiente. Această metodă este similară cu „psihocritica”, denumită și „psihanaliză critică” de Charles Mauron. Mare călător, specialist în arta barocă și în cultura italiană, Dominique Fernandez a adus din călătoriile lui în Italia, Boemia, Portugalia, Rusia, Siria, Brazilia sau Bolivia povești ilustrate de fotograful Ferrante Ferranti, colaboratorul său de cincisprezece ani.
Nu și-a ascuns homosexualitatea, pe care a dezvăluit-o publicului în momentul apariției romanului Porporino ou les Mystères de Naples, în 1975, și despre care a scris în cartea L'Étoile rose (1978). În 1999 a susținut pactul civil de solidaritate. Declarându-se „primul academician deschis homosexual”, el a inclus figura lui Ganymede pe mânerul sabiei sale.
El a fost căsătorit din 1961 până în 1971 cu Diane de Margerie , cu care a avut un fiu, Ramon Fernandez (numit după bunicul său), și o fiică, Laetitia.

## Decorații
- Ofițer al Legiunii de onoare
- Comandor al Ordinului Național de Merit al Franței
- Comandor al Ordinului Național „Crucea Sudului” al Braziliei
- Ofițer al Ordinului Național „Pentru Merit” al României „pentru contribuția cu totul deosebită adusă promovării democrației și culturii românești în lume”[18]

## Lucrări
- 1959 - L'Écorce des pierres, Grasset, Paris
- 1962 - L’Aube, Grasset, Paris
- 1969 - Lettres à Dora, Grasset, Paris
- 1971 - Les Enfants de Gogol, Grasset, Paris
- 1972 - L'Arbre jusqu'aux racines : psychanalyse et création, Grasset, Paris
- 1974 - Porporino ou les Mystères de Naples (Porporino sau misterele din Neapole), Grasset, Paris, col. Cahiers rouges (reeditare 2005 - ISBN: 2-246-01243-0) – Premiul Médicis
- 1975 - Eisenstein, Grasset, Paris
- 1976 - La Rose des Tudors, Julliard, Paris
- 1977 - Amsterdam, Le Seuil, Paris, Collections Microcosme « Petite Planète/ville »
- 1978 - L'Étoile rose, Grasset, Paris - reed. 2012
- 1980 - Une fleur de jasmin à l’oreille, Grasset, Paris
- 1980 - Le Promeneur amoureux. De Venise à Syracuse, Plon, Paris.
- 1981 - Signor Giovanni, Balland, Paris (reeditare Le Livre de Poche nr. 15.566 - ISBN: 2-253-15566-7)
- 1982 - Dans la main de l'ange (Îngerul destinului), Grasset, Paris – Premiul Goncourt
- 1984 - Le Banquet des anges (L'Europe baroque de Rome à Prague), fotografii realizate de Ferrante Ferranti, Plon, Paris
- 1986 - L’Amour, Grasset , Paris –  Premiul Charles-Oulmont al Fondation de France
- 1987 - La Gloire du paria, Grasset, Paris
- 1988 - Le Radeau de la Gorgone (Promenades en Sicile), fotografii realizate de Ferrante Ferranti, Grasset, Paris
- 1989 - Le Rapt de Ganymède, Grasset, Paris – Premiul Méditerranée
- 1991 - L'École du sud, Grasset, Paris
- 1992 - Porfirio et Constance, Grasset, Paris
- 1993 - L’Or des Tropiques, promenades dans le Portugal et le Brésil baroques, fotografii realizate de Ferrante Ferranti, Grasset, Paris ISBN: 978-2-246-46881-3
- 1994 - Le Dernier des Médicis, Grasset, Paris, ISBN: 2-246-48701-3
- 1994 - La Magie blanche de Saint-Pétersbourg, col. « Découvertes Gallimard / Culture et société » (nr. 205), Gallimard, Paris ISBN: 978-2-07-043888-4
- 1995 - La Perle et le Croissant (L'Europe baroque de Naples à Saint-Pétersbourg), fotografii realizate de Ferrante Ferranti, Plon, Paris, col. « Terre humaine »
- 1997 - Tribunal d’honneur, Grasset, Paris ISBN: 2-246-52501-2
- 1997 - Le Voyage d'Italie (Dictionnaire amoureux), fotografii realizate de Ferrante Ferranti, Plon, Paris ISBN: 9782259185165
- 1998 - Rhapsodie roumaine (Rapsodia română), fotografii realizate de Ferrante Ferranti, Grasset, Paris ISBN: 2-246-57161-8 / 9782246571612 / 2-246-57161-8
- 2000 - Nicolas, Grasset, Paris
- 2000 - Mère Méditerranée, fotografii realizate de Ferrante Ferranti, Grasset, Paris ISBN: 2-246-59261-5
- 2003 - La Course à l'abîme, Grasset, Paris ISBN: 2-246-64371-6
- 2004 - Dictionnaire amoureux de la Russie (il. Catherine Dubreuil), Plon, Paris, col. « Dictionnaire amoureux », 857 p. ISBN: 2-259-19517-2
- 2005 - Sentiment indien, Grasset, Paris, ISBN: 2-246-68341-6
- 2005 - Rome, fotografii realizate de Ferrante Ferranti, éd. Philippe Rey, Paris ISBN: 2-84876-020-6
- 2005 - L’Amour qui ose dire son nom : art et homosexualité, Stock, Paris ISBN: 2-234-05747-7 - traducerea engleză a acestei cărții a obținut în SUA premiul Lambda Literary
- 2006 - Jérémie ! Jérémie ! (Sur les traces d'Alexandre Dumas), Grasset, Paris ISBN: 2-246-69531-7
- 2006 - Sicile, fotografii realizate de Ferrante Ferranti, Imprimerie nationale, Paris, col. « Voyages et Découvertes » ISBN: 2-7427-6357-0
- 2007 - L'Art de raconter, Grasset, Paris ISBN: 2-246-71931-3
- 2007 - Place Rouge (Piața Roșie), Grasset, Paris ISBN: 978-2-246-72911-2
- 2008 - Dictionnaire amoureux de l’Italie (il. Alain Bouldouyre), Plon, Paris, col. « Dictionnaire amoureux », 2 vol. 755 și 843 p. ISBN: 978-2-259-20948-9
- 2009 - Ramon, Grasset, Paris. ISBN: 978-2-246-73941-8 – Premiul François-Mauriac al regiunii Aquitania
- 2010 - Avec Tolstoï, Grasset, Paris, cu ocazia comemorării centenarului morții scriitorului.
- 2010 - Villa Médicis, fotografii realizate de Ferrante Ferranti, éd. Philippe Rey, Paris ISBN: 978-2-84876-168-8
- 2011 - Pise 1951, Grasset, Paris ISBN: 978-2-246-77671-0
- 2012 - Transsibérien, Grasset, Paris ISBN: 978-2-2467-8937-6
- 2013 - Dictionnaire amoureux de Stendhal, Plon, Paris ISBN: 978-2-259-21094-2
- 2014 - On a sauvé le monde, Grasset, Paris ISBN: 978-2-246-80465-9
- 2015 - Amants d’Apollon. L’Homosexualité dans la culture, Grasset, Paris ISBN: 978-2-246-85506-4
- 2015 - Le Piéton de Rome, portrait souvenir, éd. Philippe Rey, Paris ISBN: 978-2848764573
- 2016 - Correspondance indiscrète, Grasset, Paris ISBN: 978-2-246-85883-6
- 2016 - împreună cu Ferrante Ferranti, Adieu, Palmyre, éd. Philippe Rey, Paris ISBN: 978-2848765204
- 2017 - La Société du mystère, Grasset, Paris ISBN: 978-2-246-86313-7
- 2017 - împreună cu Ferrante Ferranti, Le Radeau de la Gorgone. Promenades en Sicile, éd. Philippe Rey, Paris ISBN: 978-2-84876-628-7

## Adaptări teatrale
Cesare Capitani a adaptat romanul La Course à l'abîme pentru teatru și a denumit piesa Moi Caravaggio